# جوزيف نيلسون روز
جوزيف نيلسون روز (1862-1928) (بالإنجليزية: Joseph Nelson Rose)‏ هو عالم نبات أمريكي.